# Étienne Ier d'Auxonne
Étienne Ier (mort après le 22 juillet 1173) de la Maison d'Ivrée était comte d'Auxonne (1157-1173). Il était Étienne II en sa maison et Étienne Ier en tant que comte d'Auxonne.
Petit-fils du comte de Bourgogne Étienne Ier de Bourgogne, il est le fils de Guillaume IV, comte de Mâcon, Vienne et Auxonne, et d'Adélaïde-Poncette, héritière de Traves.
Son frère est Géraud Ier de Mâcon; les deux frères succèdent à leur père en 1156. Géraud hérite des comtés de Mâcon et de Vienne et Étienne reçoit le comté d'Auxonne et la seigneurie de Traves de sa mère.
Peu de temps avant sa mort, il déclare léguer la moitié de l'éminage d'Auxonne à l'église de Vergy de son vivant et l'autre moitié à sa mort. Il meurt peu de temps après et son frère Géraud, devenu le tuteur de son fils Étienne II, refuse tout d'abord de valider ce lègue à cause d'une opposition populaire, puis décide finalement d'accepter qu'elle se produise.
Après sa période de tutelle Étienne II, le fis unique du comte, succède à son père.

## Famille
Il s'est marié vers 1170 à Judith, fille de Mathieu Ier, duc de Lorraine et il eut :
- Étienne II d'Auxonne (décédé en 1241) qui épousa Béatrix, comtesse de Chalon[6].